# Ферапонтово
Ферапо́нтово — село в Кирилловском районе Вологодской области. Административный центр  Ферапонтовского сельского поселения и Ферапонтовского сельсовета.
Расстояние до районного центра Кириллова по автодороге — 23 км. Ближайшие населённые пункты — Ципино, Яршево, Щелково.
По переписи 2010 года население — 370 человек. Преобладающая национальность — русские.
В селе Ферапонтово расположен Ферапонтов монастырь — памятник архитектуры федерального значения, внесённый в список культурного наследия ЮНЕСКО.

## Транспорт[4]
Ферапонтово обслуживается автобусными маршрутами Кириллов — Чарозеро (заезд в Ферапонтово, по вторникам), Кириллов — Ферапонтово (по понедельникам). В двух километрах от села, на автодороге A119 «Вологда — Медвежьегорск», находится автобусная остановка «Ферапонтово / Яршево». Через неё проходят автобусные маршруты №№614 Череповец — Липин Бор, 729 Вологда — Чарозеро, 782 Вологда — Вытегра, маршрутные такси №№2388/7979 Вологда — Петрозаводск, Вологда — Вытегра, Кириллов — Липин Бор.